# Falamonica
I Falamonica o Fallamonica furono una famiglia nobiliare genovese.

## Storia
Originari di Taggia, località della riviera di ponente, giunsero a Genova intorno alla metà del XII secolo. I Falamonica vennero ascritti all'albergo Gentile nel 1345.
Uno dei membri più illustri della casata fu Bartolomeo Fallamonica Gentile, poeta e filosofo lullista del XVI secolo.

## Arma
L'arma della famiglia Falamonica era spaccato d'oro e di nero.